# Tychobythinus jonesi
Tychobythinus jonesi är en skalbaggsart som först beskrevs av Park 1951.  Tychobythinus jonesi ingår i släktet Tychobythinus och familjen kortvingar. Inga underarter finns listade i Catalogue of Life.